# 竹田鄉
22°35′05″N 120°32′39″E / 22.584707°N 120.544050°E

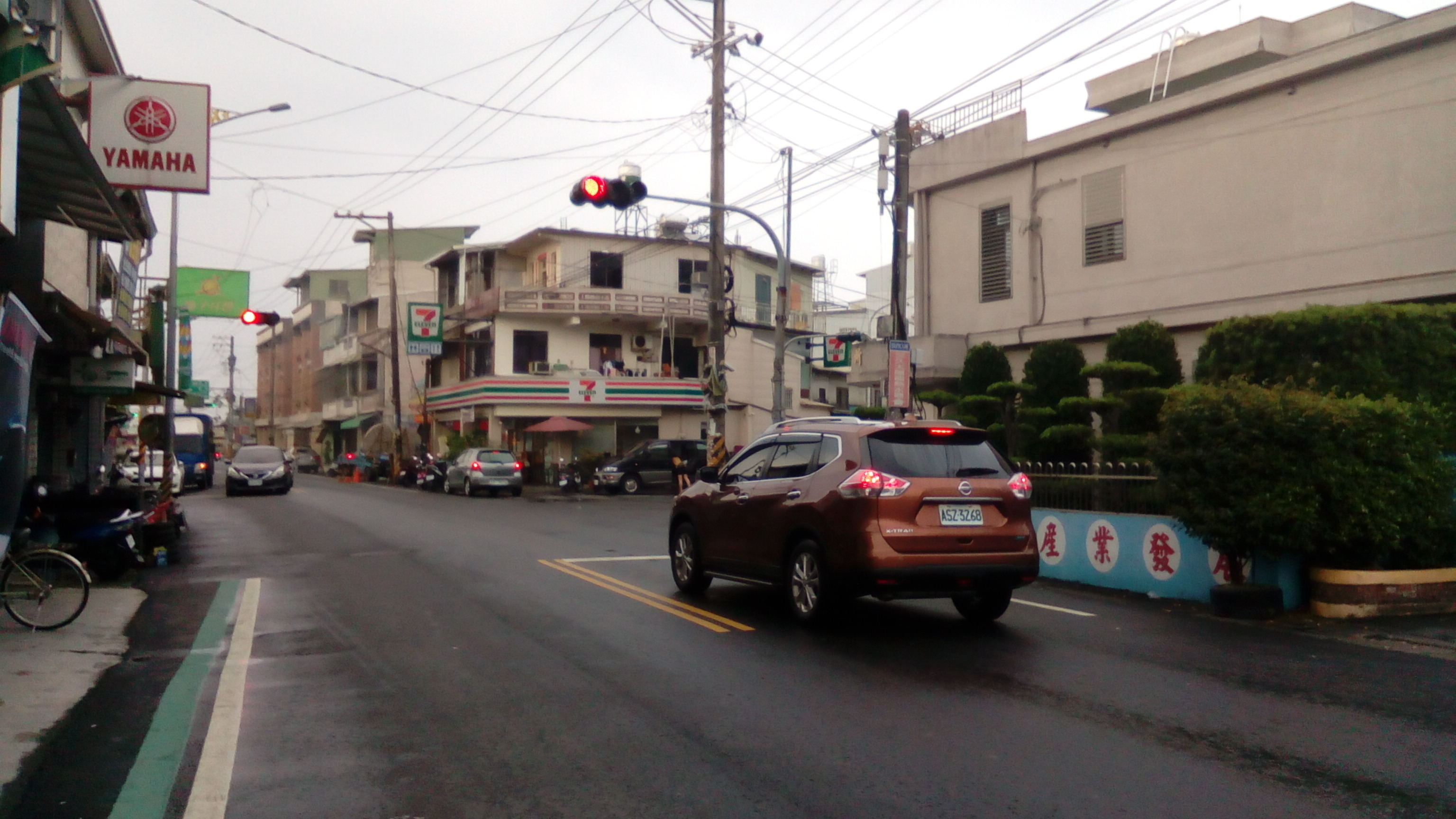
竹田鄉市區

竹田鄉（臺灣客家語南四縣腔：zugˋ tienˇ hiongˊ）位於臺灣屏東縣中部，為六堆之中堆。北臨麟洛鄉，東鄰內埔鄉、萬巒鄉，西鄰萬丹鄉，南接潮州鎮。2019年，交通部觀光局舉辦「台灣十大客庄小鎮」票選，竹田鄉成為屏東縣唯一獲選之鄉鎮市。
本鄉地處屏東平原中央，有東港溪、隘寮溪的支流流過，地勢平坦，氣候屬熱帶季風氣候，居民產業以農業為主。

## 歷史
竹田一帶早期是平埔原住民馬卡道族下淡水社的故地，舊名頓物，約在清康熙年間就有漢族客家移民入植開墾。在六堆中屬中堆，六堆中最早發展的鄉鎮。
此地處於東港溪及隘寮溪交會處，由於上游村莊所產的米需沿河運送至東港，而每當夏季東港溪水暴漲時，所有載送貨物的小船必須將貨物寄存此地，待水退後再繼續航行。頓物之名即由此而生，即客語囤積貨物之意。
日治時代中期，隸屬於阿緱廳潮州支廳轄下 ，設二崙區 （港西下里內之頓物庄、二崙庄、南勢庄）與鳳山厝區 （港西下里內之  溝仔墘庄、鳳山厝庄）二區役場。後因區域變更，改置竹田庄役場。民國卅四年中華民國接收臺灣，改稱為鄉。
1920年臺灣地方改制，合併二崙區與鳳山厝區及新北勢區之西勢庄，將頓物庄易名為「竹田」，設置竹田庄，隸属高雄州潮州郡。戰後改州為縣，初劃為高雄縣竹田鄉。1950年屏東縣成立後，成為轄下鄉鎮迄今。
歷年所屬行政區列表
| 起訖年份   | 行政區             |
| 1920～1945 | 高雄州潮州郡竹田   |
| 1945～1950 | 高雄縣潮州區竹田鄉 |
| 1950～     | 屏東縣竹田鄉       |

## 人口
根據屏東縣萬丹戶政事務所統計，2024年底竹田鄉戶數約5.8千戶，人口約1.6萬人，鄉內人口最多與最少的村分別是西勢村與福田村，2024年底兩村人口分別為2,513人與497人。境內以客家人為多數（約佔八成），除了鄰近萬丹鄉之六巷、大湖、鳳明、泗洲村為閩南庄，其它竹田、竹南、糶糴、履豐、頭崙、二崙、美崙、永豐、福田、西勢、南勢等十一村皆為客家庄。

## 政治

### 歷屆鄉長
| 任次 | 姓名   | 黨籍       | 備註 |
| ---- | ------ | ---------- | ---- |
| 1    | 李玉麟 |            |      |
| 2    | 李玉麟 |            |      |
| 3    | 李玉麟 |            |      |
| 4    | 林裕濱 |            |      |
| 5    | 林裕濱 |            |      |
| 6    | 吳耀華 |            |      |
| 7    | 方龍和 |            |      |
| 8    | 方龍和 |            |      |
| 9    | 陳永寶 |            |      |
| 10   | 陳永寶 |            |      |
| 11   | 李國和 |            |      |
| 12   | 鐘永興 |            | 停職 |
| 代理 | 李勝光 |            |      |
| 13   | 賴耀熙 | 中國國民黨 |      |
| 14   | 謝桂榮 | 無黨籍     |      |
| 15   | 謝桂榮 | 無黨籍     |      |
| 16   | 陳懋進 | 民主進步黨 |      |
| 17   | 傅民雄 | 無黨籍     |      |
| 18   | 傅民雄 | 無黨籍     | 停職 |
| 代理 | 林碧乾 |            |      |
| 19   | 吳振中 | 民主進步黨 | 停職 |
| 代理 | 黃道東 |            | 現任 |

### 鄉政組織

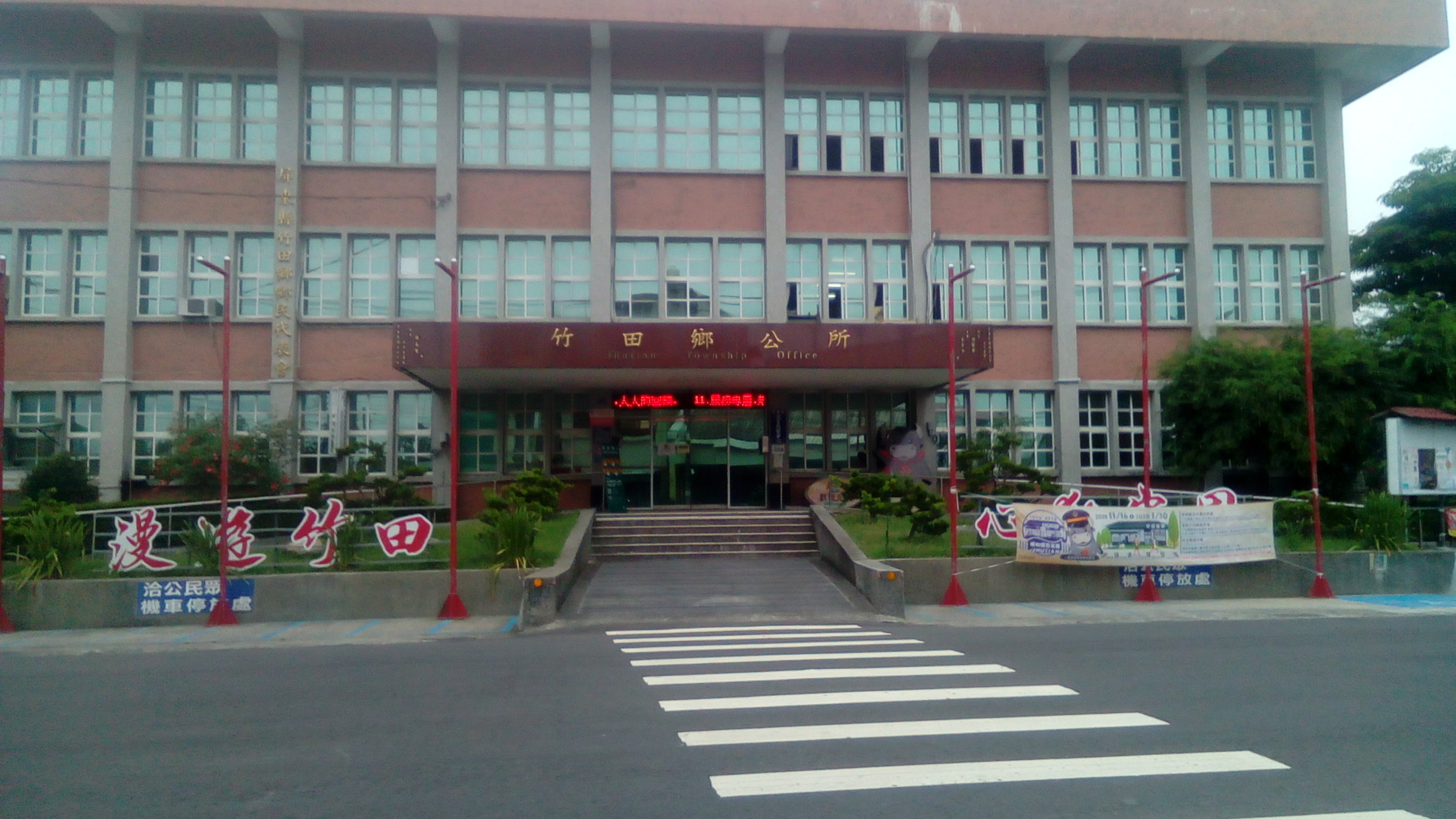
竹田鄉公所

竹田鄉公所是竹田鄉最高層級的地方行政機關，在中華民國政府架構中為鄉自治的行政機關，同時負責執行縣政府及中央機關委辦事項。竹田鄉的自治監督機關為屏東縣政府。鄉長由全體鄉民直接選舉產生，任期為四年，可連選連任一次。竹田鄉公所並置鄉政會議，為鄉政最高決策機構，在鄉長之下，設有4課3室等7個內部單位及6個附屬機關。
竹田鄉民代表會是竹田鄉的最高民意機關，代表竹田鄉全體鄉民立法和監察鄉政。鄉民代表由公民直選選出，任期為四年，可連選連任。竹田鄉民代表會共有11位鄉民代表，分別為第一選區5席鄉民代表、第二選區3席鄉民代表、第三選區3席鄉民代表，主席、副主席由11位鄉民代表互選產生。

### 行政區

竹田鄉行政區劃與其三大分區

現今竹田鄉行政範圍的確立，來自於1920年，日本將臺灣十二廳改為五州二廳，設竹田庄屬高雄州潮州郡。竹田庄轄二崙、竹田、南勢、鳳山厝、溝子墘、西勢等6個大字。1945年，改為「竹田鄉」，屬高雄縣潮州區。1950年，調整行政區域，竹田鄉改隸新成立的屏東縣。
竹田鄉的行政區劃轄有15村，依照竹田鄉民代表會的選區劃分，可分為三大分區，其行政區域分布情形為：
| 次分區 | 次分區   | 里名   | 里名   | 里名   | 里名   | 里名   | 里名   | 里名   |
| ------ | -------- | ------ | ------ | ------ | ------ | ------ | ------ | ------ |
|        | 第一選區 | 竹田村 | 竹南村 | 糶糴村 | 履豐村 | 頭崙村 | 二崙村 | 美崙村 |
|        | 第二選區 | 南勢村 | 西勢村 | 福田村 | 永豐村 |        |        |        |
|        | 第三選區 | 六巷村 | 泗洲村 | 大湖村 | 鳳明村 |        |        |        |

### 警政治安
竹田鄉的警政治安由屏東縣政府警察局潮州分局負責管轄，鄉境內設有竹田分駐所、西勢派出所、泗洲派出所，另有屏東監獄以及屏東看守所等二所監獄。

## 醫療
- 義大醫院屏東分院（位於永豐村境內，前身為麟洛運動公園。2021年11月14日動工，預計於2025年中竣工）[15]

## 商業
- 7-eleven3家
- 全家便利商店1家
- 萊爾富1家

## 教育

### 國民中學
- 屏東縣立竹田國民中學

### 國民小學
- 屏東縣竹田鄉竹田國民小學
- 屏東縣竹田鄉大明國民小學（泗洲）
- 屏東縣竹田鄉西勢國民小學

## 交通

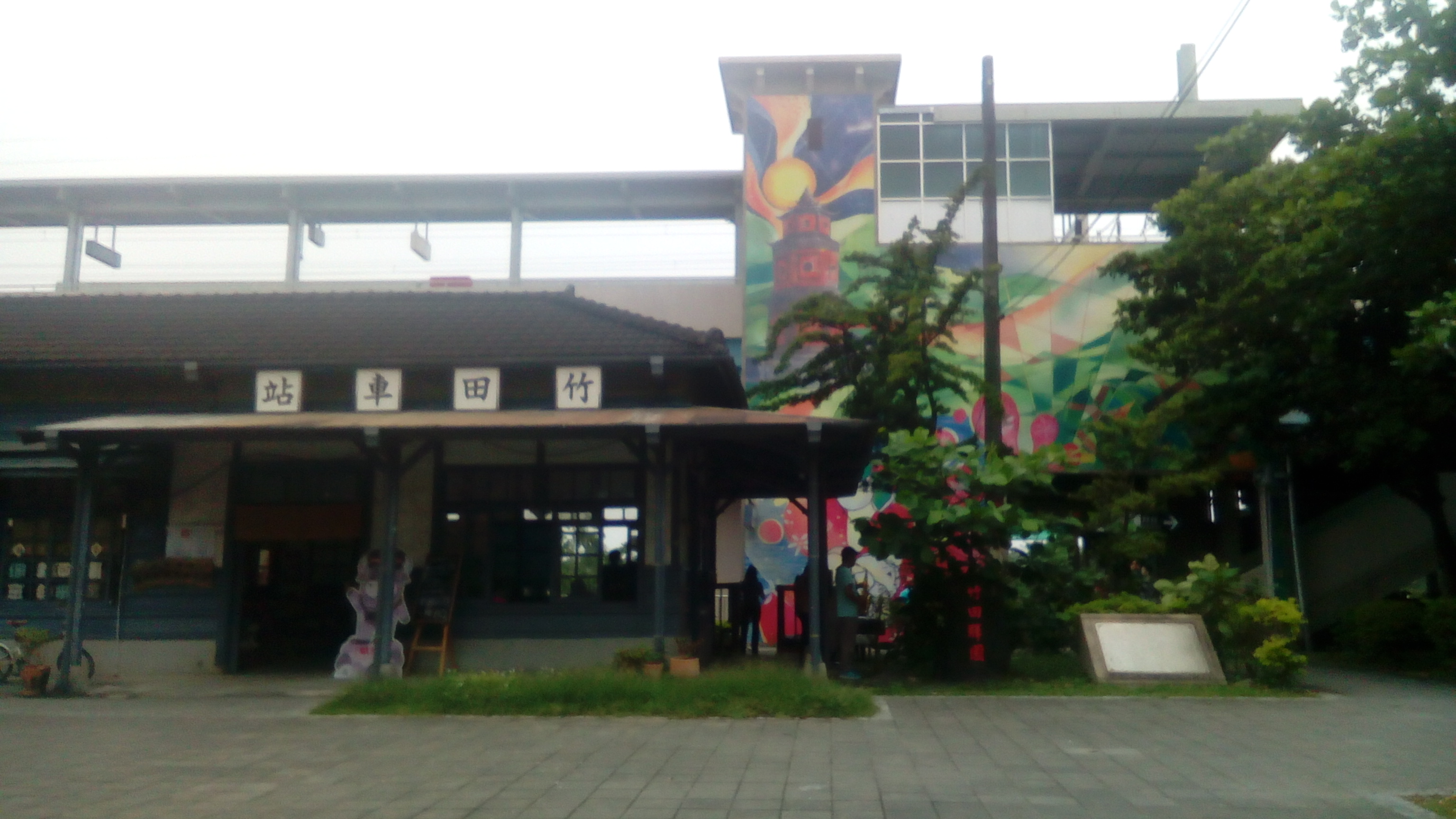
竹田驛園及台鐵高架化竹田車站

### 鐵路
臺灣鐵路公司
- 屏東線：西勢車站 - 竹田車站

### 公路
國道
- 國道三號（福爾摩沙高速公路）
  - 麟洛交流道（407k）
  - 竹田系統交流道（415k，連結台88線）

省道快速公路
- 台88線（東西向快速道路 高雄 - 潮州）
  - 竹田系統交流道（21k，連結國道三號）
  - 竹田端（22k）

省道
- 台1線

縣道
- 縣道187甲線（原屏50線，2014年1月10日併編）
- 市道188號
- 縣道189號

鄉道
- 屏37-1線
- 屏39線
- 屏56線
- 屏81線
  - 屏81-1線
  - 屏81-2線
  - 屏81-3線
- 屏82線
- 屏83線
- 屏85線
- 屏87線

### 公共自行車
YouBike2.0系統於2023年2月1日正式營運，截至2025年4月11日於竹田鄉內設置3處站點。

## 旅遊
- 竹田驛園
- 竹田驛站文化園區
- 李秀雲先生紀念攝影館
- 豆油伯觀光工廠
- 神農宮：主祀五穀仙帝，創建於1872年。
- 德修禪寺：供奉觀世音菩薩，創建於1912年。
- 池上一郎博士文庫
- 六堆忠義亭
- 西勢客家文物館
- 張萬三祖祠
- 敬字亭
- 西勢玉清宮
- 陳家潁川堂
- 大湖村小葉欖仁綠色隧道
- 二崙村老芒果樹
- 達達港遺址
- 文筆亭與蓮花池

## 圖集

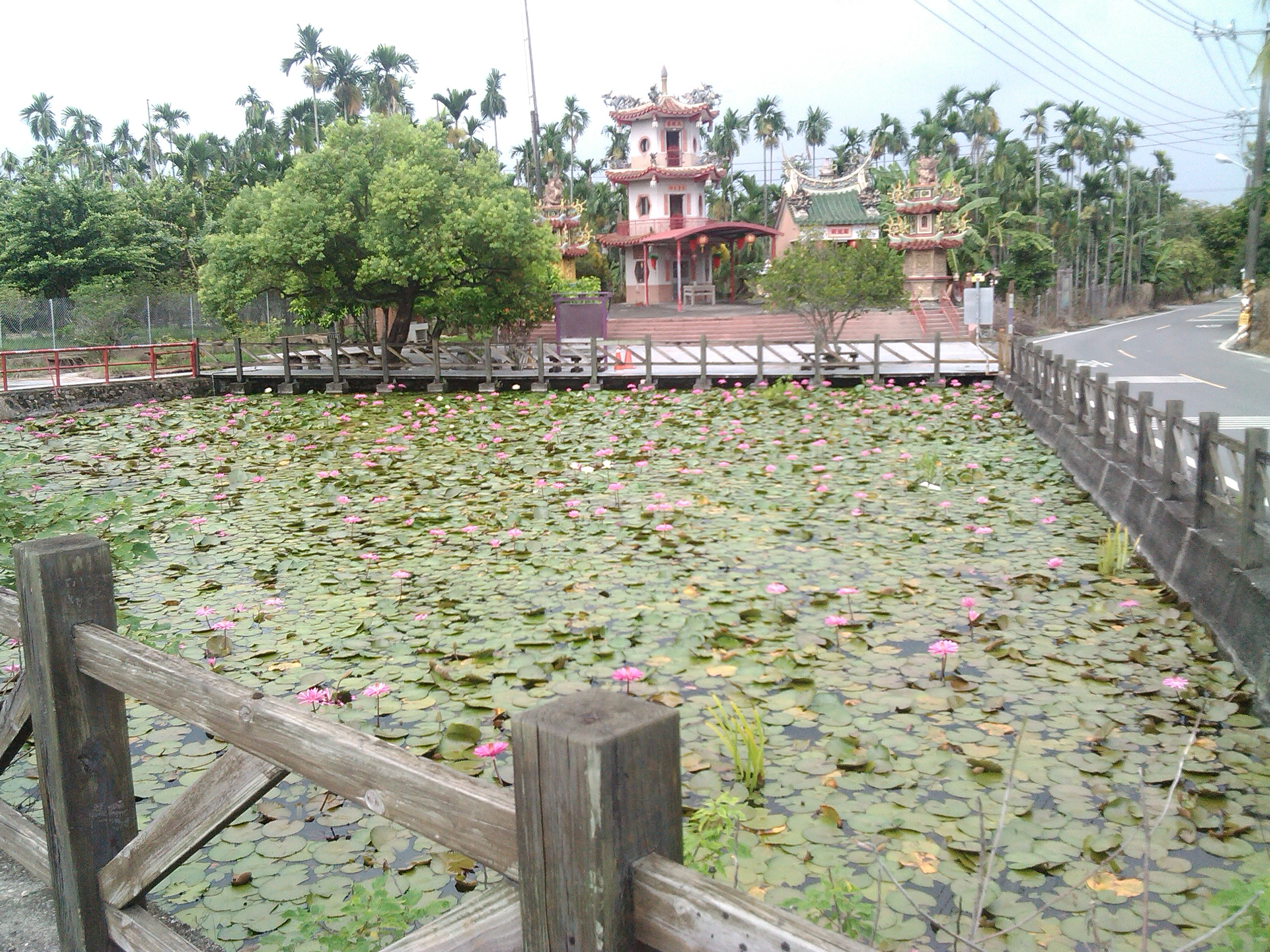
竹田文筆亭與蓮花池
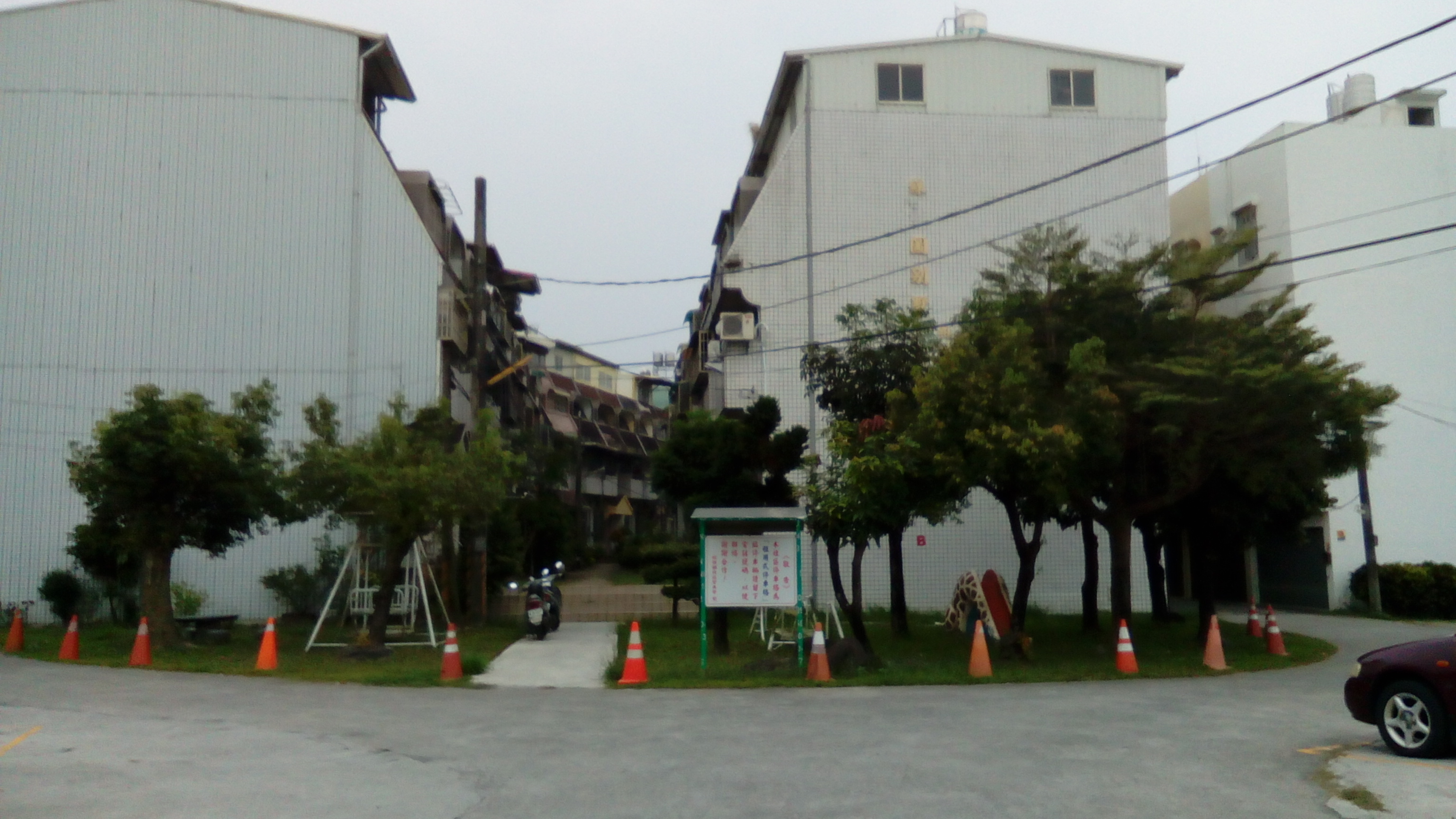
位於東港溪畔的綠雅圖別墅
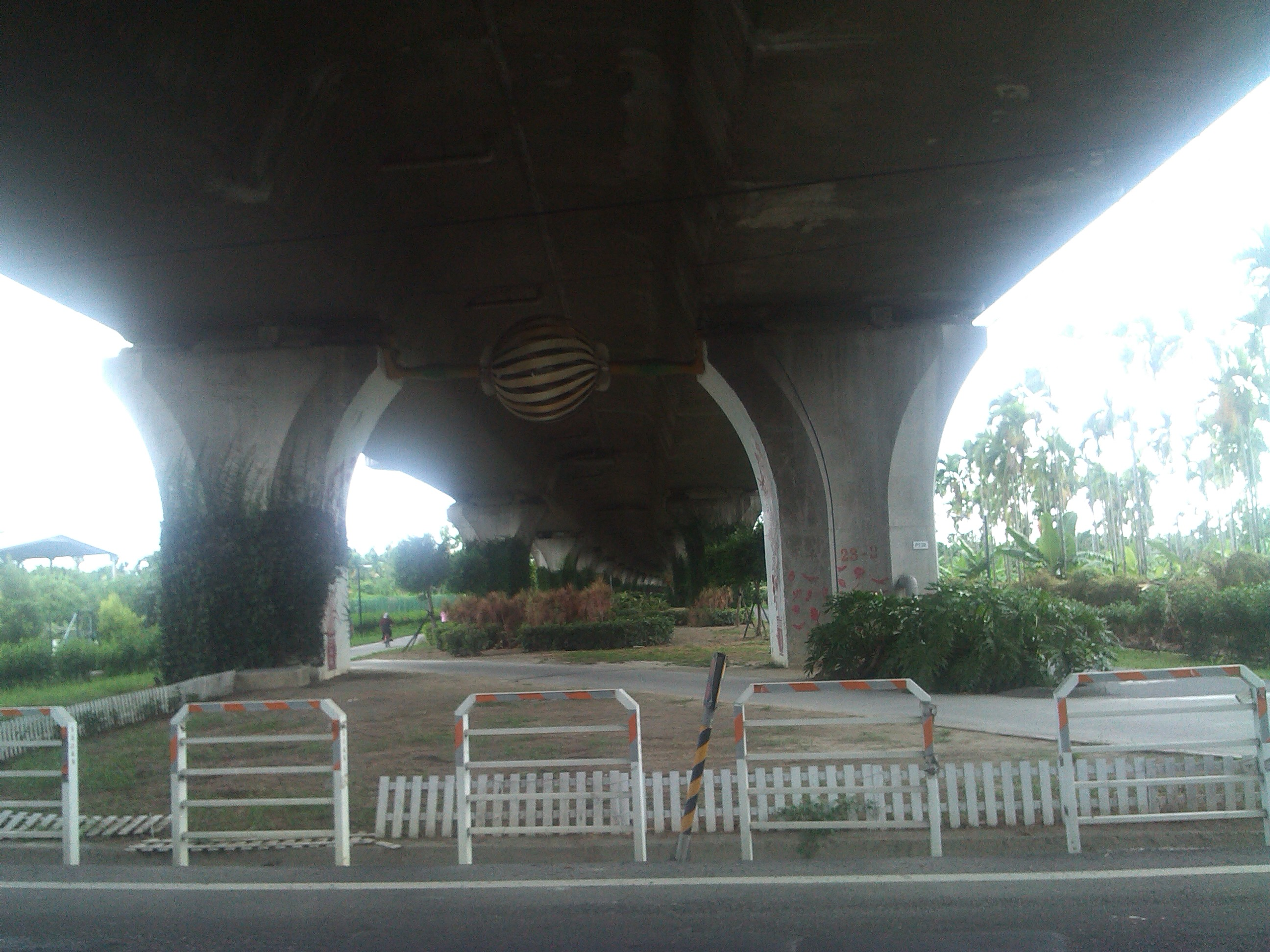
位於竹田西勢南二高下方的小公園
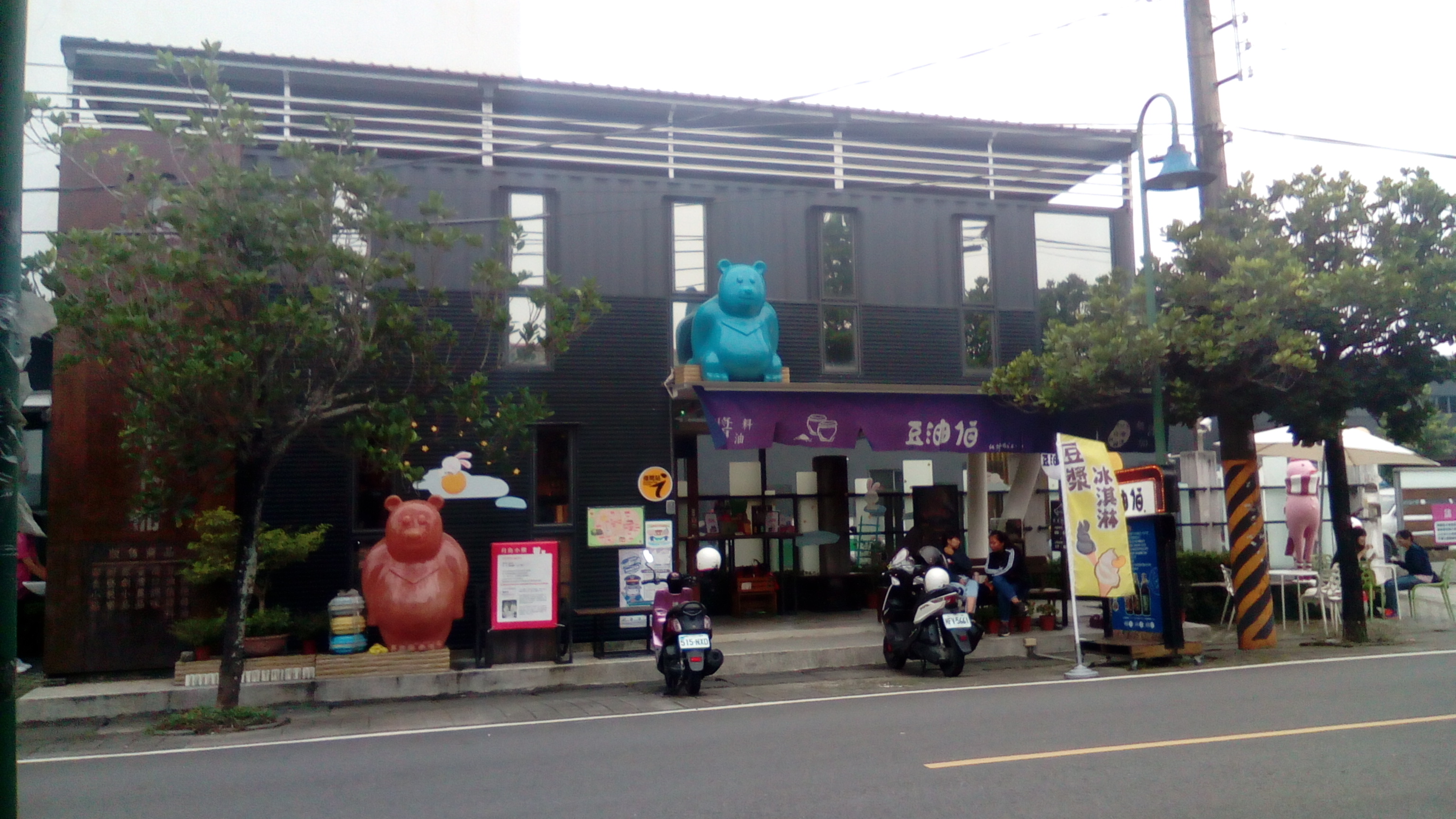
竹田豆油伯(醬油)觀光工廠
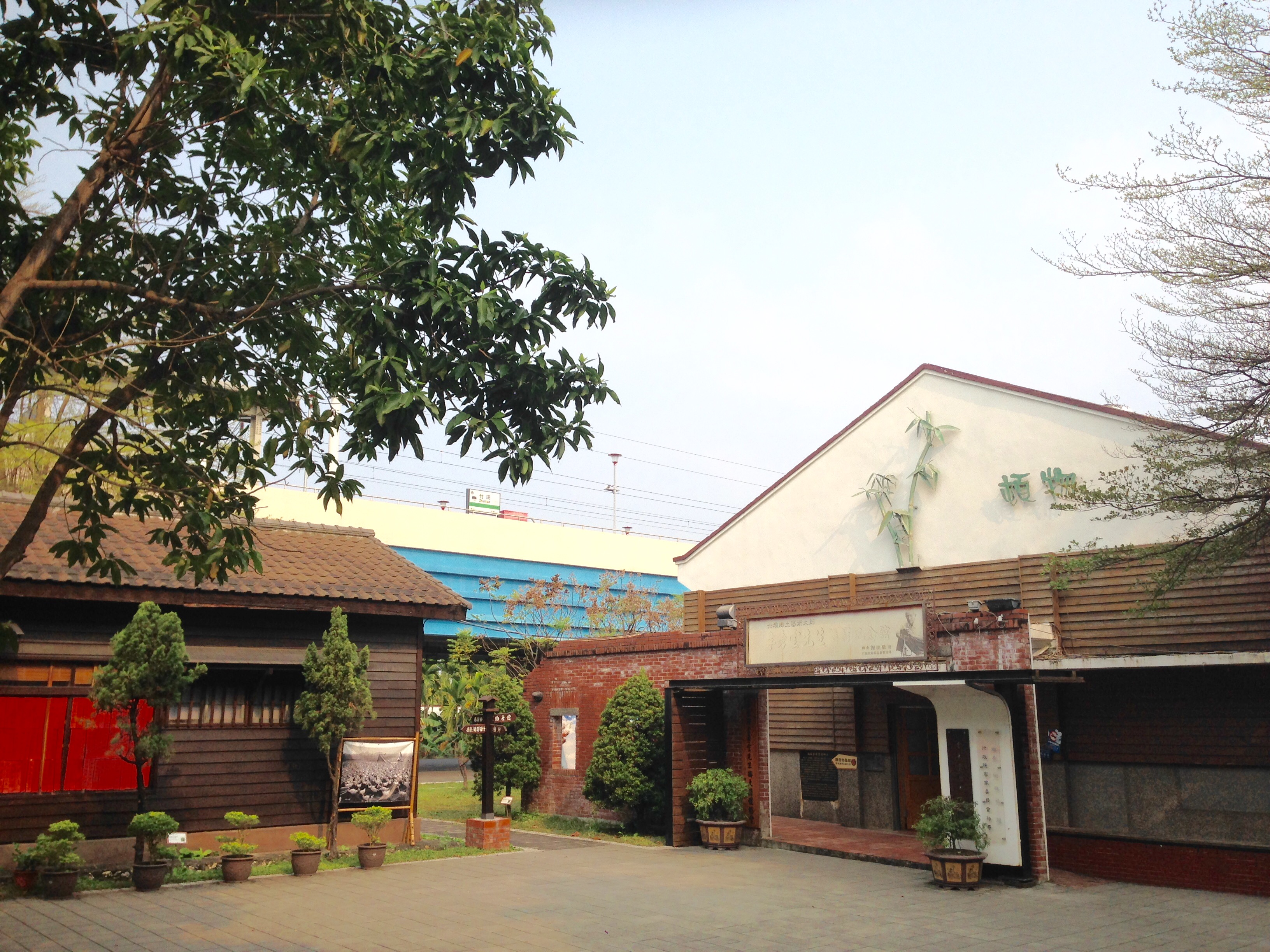
李秀雲先生紀念攝影館與池上一郎博士文庫
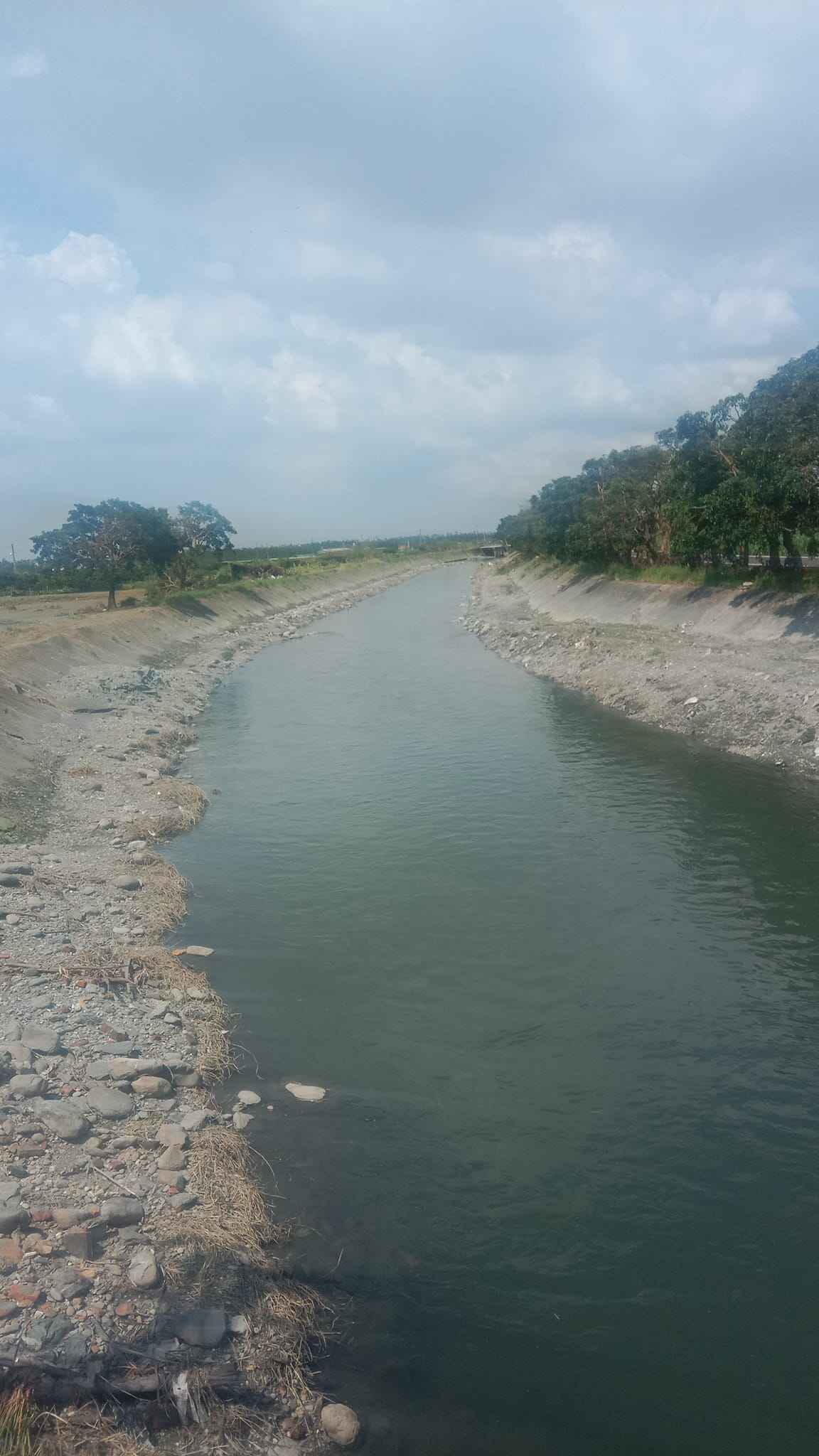
位於竹田鄉六巷村一帶的隘寮溪
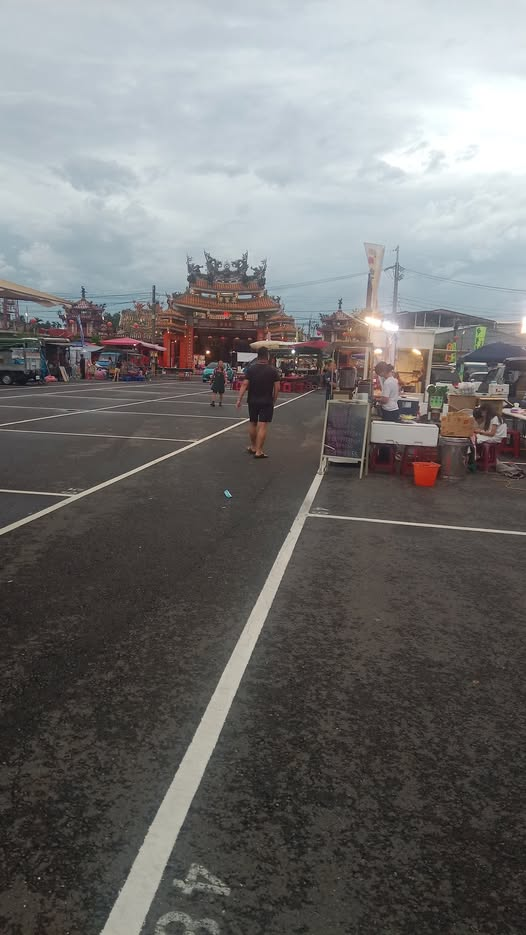
竹田鄉西勢夜市

## 特產
竹田鄉有檸檬、蓮霧、紅豆、文心蘭、金銀花等特產。

## 姊妹市
- 臺灣花蓮縣鳳林鎮
- 臺灣台東縣池上鄉

## 外部連結
- 竹田鄉公所 （页面存档备份，存于）